# The New Twilight Zone—aflevering 4
De vierde aflevering van de serie The New Twilight Zone bestaat uit drie subafleveringen: Little Boy Lost, Wish Bank en Nightcrawlers.

## Little Boy Lost
Little Boy Lost is de eerste subaflevering. Het scenario werd geschreven door Michael Cassutt. De titel van deze aflevering is een parodie op Little Girl Lost, een aflevering van de originele serie.

### Verhaal
Carol Shelton is een succesvolle fotograaf, maar haar werk zet haar relatie met haar vriend Greg. Op een dag, terwijl ze foto’s aan het maken is in de dierentuin, komt er een jongetje naar haar toe. De jongen komt Carol enigszins bekend voor, maar ze weet niet waarvan. Ze denkt eerst dat hij door het modellenbureau is gestuurd voor haar fotoreportage van die dag, maar later krijgt ze van het bureau te horen dat ze niemand gestuurd hebben.
De jongen vraagt Carol om te raden hoe hij heet. Ze denkt “Kenny”, en blijkt het nog goed te hebben ook. Kenny achtervolgt Carol overal, en lijkt steeds vanuit het niets op te duiken.
Dan krijgt Carol een overzeese baan aangeboden die haar carrière nog verder zal versterken. Maar als ze die baan neemt, zal dit definitief het einde betekenen van haar relatie met Greg. Na lang te hebben getwijfeld kiest ze voor de baan. Dan ziet ze Kenny weer, die erg teleurgesteld lijkt. Ze haast zich naar hem toe, en realiseert zich de waarheid: Kenny is de zoon die zij en Greg zouden hebben gekregen als ze ervoor had gekozen de baan te laten schieten en bij Greg te blijven. Nu is het al te laat. Kenny vertelt Carol dat zelfs als ze later in haar leven besluit alsnog een kind te nemen, hij niet langer dit kind zal zijn. Hij neemt afscheid van haar, en verdwijnt dan in het niets.

### Rolverdeling
- Scott Grimes: Kenny
- Season Hubley: Carol Shelton
- Nancy Kyes: huisvrouw
- Nicolas Surovy: Greg

## Wish Bank
Wish Bank is de tweede subaflevering. Het scenario werd geschreven door Michael Cassutt. Deze subaflevering duurt 10 minuten.

### Verhaal
Janice Hamill bezoekt samen met haar vriendin Mary Ellen een vrijmarkt. Daar vindt ze een gouden olielamp met daarop de tekst dat als ze erover wrijft, haar wensen uit zullen komen. Hamill wrijft over de lamp, en bevindt zich plotseling in het Department of Magical Venues, een bankachtige kamer waar een van de medewerkers haar drie wensen opschrijft.
Hamill kiest als wensen 10 miljoen dollar, dat ze er 10 jaar jonger uitziet en dat haar ex-man Craig 18 maanden lang geen geluk in de liefde zal kennen. De medewerker geeft haar wat papieren om te ondertekenen, en stuurt haar door naar een loket.
Na een lange rij is Hamill eindelijk aan de beurt, maar dan blijkt ze een formulier te missen en moet terug naar de werknemer die haar geholpen heeft. Ze kan hem niet meer vinden,en dan is het sluitingstijd. Iedereen verdwijnt in het niets. Gefrustreerd van deze bureaucratie wenst Hamill hardop dat ze die lamp nooit had gevonden. Spontaan bevindt ze zich weer op de vrijmarkt net voor het moment dat ze de lamp vond. Die laat ze dit keer links liggen.

### Rolverdeling
- Dee Wallace Stone : Janice Hamill
- Julie Carmen : Mary Ellen
- Julie Payne : clerk
- Harvey Vernon : Mr. Willoughby
- Peter Land : Mr. Brent

Het personage Wiloughby is vernoemd naar de aflevering "A Stop at Willoughby" uit de originele serie.

## Nightcrawlers
Nightcrawlers is de tweede subaflevering. Het scenario werd geschreven door Philip DeGuere. Deze aflevering is gebaseerd op het gelijknamige korte verhaal van Robert R. McCammon.

### Verhaal
Op een regenachtige dag arriveert een groot aantal verschillende mensen in een eetcafé. Een van hen is Price, een veteraan uit de Vietnamoorlog. Terwijl hij koffie drinkt vraagt hij ook voor een biertje, maar de kok vertelt hem dat het café geen drankvergunning heeft.
Na een confrontatie met de plaatselijke sheriff, Dennis Wells, vertelt Price met tegenzin hoe hij tijdens de oorlog zijn eenheid in de steek liet. Hij krijgt nu regelmatig een nachtmerrie waarin zijn eenheid, bijgenaamd de “Nightcrawlers”, hem opjaagt en wraak op hem wil nemen. Maar zijn verhaal gaat nog veel verder: volgens hem hadden zij en de anderen van zijn eenheid de gave gekregen om de realiteit te veranderen. Hij demonstreerd dit door een steak uit het niets te laten verschijnen. De sheriff ziet Price nu als een gevaarlijke problemenzoeker die mogelijk verantwoordelijk is voor een slachting in een nabijgelegen motel, en trekt zijn pistool.
Price smelt het pistool met zijn gedachten, maar de sheriff slaat hem bewusteloos. Meteen hierop begint Price’s nachtmerrie werkelijkheid te worden in het café. Spookachtige soldaten verschijnen vanuit het niets en dringen het café binnen om Price te vermoorden. Daarna verdwijnen ze weer. Price is nu weliswaar weg, maar de kok herinnert iedereen eraan dat er nog vier soldaten zijn met deze gave.

### Rolverdeling
- James Whitmore Jr.: (Sheriff) Dennis Wells
- Scott Paulin: Price
- Robert Swan: Bob de kok
- Exene Cervenka: serveerster
- Bobby Bass: Ray
- Sandy Martin: Lindy
- Matt Levin: Ricky